# هجوم نير اسحق
```

```

في 7 أكتوبر 2023، شنت كتيبة النصيرات التابعة لحماس هجومًا على غزة[بحاجة لمصدر] هاجم نير إسحاق، وهو كيبوتس يقع بالقرب من سياج الحدود مع قطاع غزة، كجزء من [ [عملية طوفان الأقصى|هجوم مفاجئ]] على إسرائيل.
وعُرف أن اثنين من أفراد فريق أمن الكيبوتس المدنيين، بما في ذلك قائده، وجندي من جيش الدفاع الإسرائيلي، قُتلوا في يوم الهجوم. كما أُصيب أربعة أعضاء آخرين من الفريق في البداية، تم التعرف على هؤلاء الأشخاص على أنهم مفقودون ويُفترض أنهم مختطفون، ثم تم التعرف عليهم لاحقًا على أنهم قُتلوا في ذلك اليوم. ومن بينهم اثنان تم نقل جثتيهما إلى غزة.
تم أسر سبعة من السكان المدنيين. وتم إطلاق سراح اثنين من الرهائن قبل العبور إلى غزة. وتم إطلاق سراح ثلاثة خلال تبادل الأسرى الإسرائيليين الفلسطينيين لعام 2023. وتم إطلاق سراح الاثنين الأخيرين من قبل جيش الدفاع الإسرائيلي في مهمة مستهدفة عملية اليد الذهبية أثناء هجوم رفح.

## تاريخ كيبوتس نير إسحاق
قالب:المقال الرئيسي
نير إسحاق هو كيبوتس في صحراء النقب الواقعة شمال غرب إسرائيل، والتي تأسست في 8 ديسمبر 1949، وسميت على اسم قائد البالماخ إسحاق ساديه. تنتمي إلى حركة الشباب هاشومير هتسعير، وهي تدعم برنامج "غارين تزابار" لليهود غير الإسرائيليين الذين يخدمون في قوات الدفاع الإسرائيلية (IDF).<ref>{{Cite news |last=Zitun |الأول=يوآف |التاريخ=19 كانون الأول (ديسمبر) 2014 |العنوان=صاروخ من غزة يضرب إسرائيل للمرة الثالثة منذ حرب الصيف |العمل=Ynetnews |url=https://www.ynetnews.com/articles/0,7340,L-4605554, 00.html | تاريخ الوصول=3 نوفمبر 2023 | تاريخ الأرشيف=3 نوفمبر 2023 | عنوان URL للأرشيف=https://web.archive.org/web/20231103103533/https://www.ynetnews.com/articles/ 0,7340,L-4605554,00.html |url-status=live } }اعتبارًا من عام 2021، بلغ عدد سكانها 649 نسمة.<ref>{{Cite web |title=إحصائيات إقليمية |url=https://www.cbs.gov.il/ ar/settlements/Pages/default.aspx?mode=يشوف |تاريخ الوصول=2023-11-03 |تاريخ الأرشيف=2023-07-13 |عنوان URL للأرشيف=https://web.archive.org/web/ 20230713133242/https://www.cbs.gov.il/en/settlements/Pages/default.aspx?mode=Yeshuv |url-status=live } }
أسس الكيبوتس مصنع شيمادا قبل 30 عامًا. أصبحت الآن مملوكة لشركة توباز. وهي تُعرف بأنها مصنع أساسي يعمل على مدار 24 ساعة يوميًا. وتنتج المواد الكيميائية القائمة على البروميد للأغراض الصيدلانية ومستحضرات التجميل والاستخدامات الزراعية، ويتم تصدير جميع منتجاتها.<ref name="chemada">3614713 "اللغة الإنجليزية عنوان البحث: تجميد المواد الكيميائية في نير اسحق" [الصناعة تحت الهجوم: قصة مصنع كيمادا في كيبوتس نير اسحق]. Walla. ديسمبر 2023. اطلع عليه بتاريخ 2023-12-31. {{استشهاد ويب}}: |archive-date= requires |archive-url= (مساعدة)، الوسيط |حالة المسار=live } } } يملك الكيبوتس بالاشتراك مع كيبوتس كيرم شالوم شركة شاهين الزراعية، المتخصصة في إنتاج المحاصيل الحقلية. {بحاجة لمصدر غير صالح (مساعدة)، الوسيط غير المعروف |السبب= تم تجاهله (مساعدة)، الوسيط غير المعروف |عنوان URL للأرشيف= تم تجاهله (مساعدة)، وتحقق من قيمة |مسار= (مساعدة)

## هجوم
في حوالي الساعة 6:30 من صباح يوم 7 أكتوبر 2023، استيقظ سكان الكيبوتس في ظل إطلاق صفارات الإنذار الحمراء وما بدا وكأنه نشاط أعلى من المعتاد لصواريخ القبة الحديدية. لجأوا إلى غرفهم الآمنة، لفترة قصيرة كما توقعوا.<ref name="danielstory">{{cite web |url= https://www.vaticannews.va/ar/world/news/2023-10/i